# Biserica romano-catolică din Huedin
Biserica romano-catolică din Huedin este un lăcaș neogotic de la mijlocul secolului al XIX-lea.
Vechea biserică catolică din Huedin, edificiu gotic din secolul al XIV-lea, a devenit reformată-calvină în contextul reformei protestante, când cea mai mare parte a credincioșilor catolici au adoptat cultul reformat de inspirație calvină. Existența și organizarea cultului romano-catolic în Huedin au fost îngreunate de atitudinea anticatolică a familiei Bánffy.
Credincioșii romano-catolici din Huedin au reușit abia pe la 1848 să-și construiască o nouă biserică, pe care au ridicat-o în stil neogotic.